# Institution correctionnelle fédérale de Danbury
Federal Correctional Institution, Danbury
L'institution correctionnelle fédérale de Danbury (en anglais : Federal Correctional Institution, Danburyou FCI Danbury) est une prison fédérale (en) américaine de basse sécurité pour les détenus hommes et femmes située dans la localité de Danbury, dans le comté de Fairfield et dans l’État du Connecticut.
L'établissement est géré par le Bureau fédéral des prisons, une division du département de la Justice des États-Unis. Il dispose également d'un camp de prisonniers satellite adjacent qui héberge des délinquantes à sécurité minimale.
L'établissement sert partiellement de cadre aux mémoires de Piper Kerman intitulées Orange Is the New Black: My Year in a Women's Prison et adaptées en série télévisée par Netflix sous le titre Orange Is the New Black. Piper Kerman a en effet été incarcérée dans l'établissement entre 2004 et 2005 après son arrestation et sa condamnation pour blanchiment d'argent et trafic de drogue.

## Histoire

### Ouverture en tant que prison pour hommes et femmes
L'institution correctionnelle fédérale de Danbury a été ouverte en août 1940 afin d’incarcérer des détenus hommes et femmes.
Il accueille plusieurs prisonniers politiques de premier plan pendant la Seconde Guerre mondiale. Des objecteurs de conscience, dont le poète Robert Lowell et le militant des droits civiques James Peck (en), y sont incarcérés pour avoir refusé de s'enrôler dans l'armée au début des années 1940,,. Robert Henry Best (en) purge également la majeure partie de sa peine à perpétuité dans l'établissement après avoir été reconnu coupable, en 1948, de trahison pour avoir diffusé des émissions de propagande pour les nazis pendant la guerre. Le scénariste Ring Lardner Jr., membre des Dix d'Hollywood, un groupe de cinéastes accusés d'outrage au Congrès (en) en 1947 pour avoir refusé de répondre aux questions concernant leurs prétendus liens avec le Parti communiste américain, y passe 9 mois.

### Changement de statut: une prison exclusivement réservée aux femmes
L'institution correctionnelle fédérale de Danbury est devenue exclusivement réservée aux détenues de sexe féminin en 1993. Ce changement s'explique par le manque de place pour les femmes détenues dans le nord-est des États-Unis et par l'augmentation du nombre de femmes détenues à cette époque

### Nouveau changement: une prison exclusivement réservée aux hommes
En août 2013, le Bureau fédéral des prisons revient sur cette décision en annonçant que l'établissement allait redevenir un établissement réservé aux hommes afin de réduire la surpopulation dans l'ensemble du système pénitentiaire fédéral. La population carcérale féminine doit ainsi être transférée dans l'institution correctionnelle fédérale d'Aliceville (en) située en Alabama. Cet établissement, qui ouvre ses portes en 2013, compte plus de 1 500 lits de faible sécurité pour les détenues. Lorsque cette décision est prise, les autorités estiment que ces transferts seraient achevés pour le mois de décembre 2013,,. Cependant, les détenues ne sont effectivement transférées vers d’autres établissements qu’en avril 2014.
L'institution correctionnelle fédérale de Danbury et son camp satellite étaient les seules prisons fédérales du Nord-Est destinées à l'incarcération des femmes, et leur réaffectation favoriserait davantage un déséquilibre dans l'espace carcéral des femmes au sein du système pénitentiaire fédéral géré par le Bureau fédéral des prisons.
En août 2013, 11 sénateurs du Nord-Est envoient une lettre au directeur du Bureau fédéral des prisons critiquant cette décision, car cela signifie alors qu'il n'y aurait plus d'établissement pour les prisonnières fédérales du Nord-Est ; ce déménagement signifierait que toutes les femmes seraient loin de leur famille et de leurs proches. En novembre de la même année, plusieurs sénateurs annoncent que le Bureau fédéral des prisons installerait à Danbury un nouveau camp à faible sécurité destiné à accueillir les femmes détenues et convertirait un camp à sécurité minimale existant en un camp à faible sécurité pour femmes afin de remédier au problème.
Cependant, en août 2014, aucun calendrier pour l'installation des nouveaux établissements pour femmes n'avait encore été établi, aucune nouvelle construction n'avait encore été initiée dans l'établissement. Les citoyens américains seraient éligibles aux camps, mais les non-américains seraient toujours incarcérés plus loin. Ainsi, à cette époque, il n’existait donc plus de prisons fédérales pour femmes dans le Nord-Est.
La mémorialiste américaine Piper Kerman, auteure d'Orange Is the New Black: My Year in a Women's Prison, critique également cette décision dans un éditorial paru dans le New York Times. Un nouvel établissement pour femmes, construit pour un montant de 25 millions $, est achevé et commence à accueillir des détenues en décembre 2016.

### Retour des femmes détenues dans l'établissement en 2017
En 2015, le Bureau fédéral des prisons lance la construction d'un nouveau bâtiment destiné à accueillir des détenues dans l'établissement. Le projet augmente de taille en 2016 pour un montant total des travaux de 24,6 millions $, le nouveau bâtiment étant destiné à accueillir 200 détenues. Les premières détenues arrivent dans l'établissement en 2017, quatre ans après la décision controversée qui a abouti au départ des femmes détenues vers d'autres établissements fédéraux,.

## Description
L'institution correctionnelle fédérale de Danbury est située dans le sud-ouest du Connecticut, à environ 55 milles (88,51 km) de New York, 60 milles (96,56 km) de Hartford, et à 150 milles (241,4 km) de Boston.
L'établissement est accessible par une gare du réseau MetroNorth située à moins de 4 milles (6,44 km). Quatre gares du réseau Amtrak se trouvent également à moins de 30 milles (48,28 km) de l'établissement.
La prison a disposé d'installations sportives telles qu'une piste de course, un terrain de football, des terrains de handball, un terrain de baseball et un terrain de handball. Le nombre important de ces installation est lié à la superficie importante de terrain dont dispose l'établissement.

## Actions de réinsertion des détenus
À partir des années 1970, la faculté de droit de Yale commence à fournir des services juridiques aux prisonniers de l'institution correctionnelle fédérale de Danbury. Depuis les années 2010, les étudiants et professeurs de Yale se rendent encore régulièrement dans l'établissement.
Avant le changement de catégorie de l'établissement, il proposait des programmes General Educational Development (GED), des formations d'assistant juridique (paralegal classes), un programme de thérapie de groupe pour les personnes souffrant de trouble de stress post-traumatique appelé « Programme Bridge » et un programme de lutte contre la toxicomanie résidentielle. L'aumônier de la prison, des groupes religieux et des groupes de bénévoles proposaient différentes activités telles que des programmes éducatifs. De plus, avant 1999, la prison organisait une « journée des enfants » afin que les détenus puissent passer du temps avec leurs enfants..

## Incidents notables

### Incendie meurtrier de1977
Le 7 juillet 1977, vers 1 h 15 du matin, un incendie s'est déclaré dans les vêtements d'un détenu qui étaient suspendus à des piquets en bois dans l'une des toilettes de la prison, et, avant qu'il ne soit éteint environ 45 minutes plus tard, cinq détenus sont morts par inhalation de fumée. Les facteurs les plus importants ayant contribué à cet incendie meurtrier étaient la présence de combustibles favorisant le développement rapide des flammes et de la fumée, l'incapacité à évacuer les occupants de manière rapide et fiable (les deux principales sorties ont été bloquées par l'incendie et une clé cassée dans une serrure, laissant un passerelle étroite comme seule issue), et l'incendie n'a pas été éteint à un stade naissant.
Un système de gicleurs automatiques aurait été la protection incendie la plus fiable ; cependant, même sans équipement de détection et d'extinction automatique, le système de sécurité incendie, ne nécessitant que peu d'investissement financier, aurait pu être plus efficace en révisant les procédures d'urgence dans le plan d'incendie.
Le service d'incendie de Danbury n'est appelé que 15 minutes environ après la découverte de l'incendie en raison d'un plan d'incendie qui prévoyait une utilisation initiale des ressources de lutte contre l'incendie de l'établissement, mais les détenus identifiés comme pompiers n'ont jamais été libérés de leur cellule et l'appareil d'incendie de l'établissement n'a jamais été utilisé.
Le tollé général qui suit a conduit à plusieurs enquêtes et révisions des systèmes et protocoles de sécurité incendie de la prison. Un programme complet de contrôle du carburant, la mise en place d'équipements supplémentaires de détection et d'extinction d'incendie, ainsi que des séances de formation et de planification ont également été mis en place, non seulement à la prison de Danbury mais dans le reste du système pénitentiaire fédéral,.

### L'affaire du surveillant Michael Rudkin
En 2008, le personnel de surveillance de l'établissement découvre que le surveillant Michael Rudkin avait eu des relations sexuelles consenties avec une détenue. Interrogé, Michael Rudkin, qui était marié à l'époque, reconnait les faits et déclare que cette relation dure depuis environ un an. Une enquête conjointe du FBI et du Bureau de l'inspecteur général du département de la Justice des États-Unis (en) (OIG) révèle que Michael Rudkin a également eu des relations sexuelles avec d'autres détenues. Puisqu'il est illégal pour le personnel pénitentiaire d'avoir des relations sexuelles avec des détenus placés sous leur garde, indépendamment de leur consentement, Michael Rudkin plaide coupable d'abus sexuel dans un quartier et est condamné à une peine de prison qu'il purge au pénitencier fédéral de Coleman (en), un établissement de haute sécurité situé en Floride.
Par la suite, en 2010 et alors qu'il est incarcéré au pénitencier fédéral de Coleman (en), Michael Rudkin est également reconnu coupable en 2010 d'avoir tenté d'engager un tueur à gages pour assassiner son ancienne amante détenue, son ex-femme, le nouveau petit ami de son ex-femme et un agent spécial de l'OIG (en) affecté à son dossier. À la suite de cette nouvelle affaire, il est condamné à 90 ans supplémentaires de prison fédérale,. Michael Rudkin est sévèrement agressé au pénitencier fédéral de Terre Haute le 23 août 2021 et décède le lendemain à l'âge de 56 ans.

## Détenus notables
| Nom du détenu                    | Numéro d'enregistrement | Statut                                                                                 | Détails |
| -------------------------------- | ----------------------- | -------------------------------------------------------------------------------------- | --- |
| Léona Helmsley                   | 15113-054               | Libéré en 1994; incarcéré durant 21 mois.                                              | Propriétaire d'un hôtel haut de gamme et principal investisseur immobilier à New York ; reconnu coupable d' évasion fiscale en 1989 pour avoir omis de payer 1,7 million de dollars d'impôts de 1983 à 1985 ; connue sous le nom de « Reine de la méchanceté » pour son style de gestion tyrannique.                                      |
| Soleil Myung Lune                | 03835-054               | Libéré en 1985; incarcéré durant 11 mois.                                              | Chef de l' Église de l'Unification ; reconnu coupable d' évasion fiscale en 1982; L’affaire États-Unis c. Sun Myung Moon constitue une affaire historique impliquant les impôts et les organisations religieuses,. |
| Lauryn Hill                      | 64600-050               | Libéré en 2013 ; incarcéré durant 3 mois.                                              | Chanteuse et actrice lauréate d' un Grammy Award ; a plaidé coupable en 2012 pour ne pas avoir déclaré plus de 2,3 millions de dollars de revenus en omettant intentionnellement de produire des déclarations de revenus pendant cinq ans,.                                                                                               |
| Piper Kerman                     | 11187-424               | Libérée en 2005; incarcérée durant 13 mois.                                            | A plaidé coupable de blanchiment d'argent en 1998 ; est l'auteur d'Orange Is the New Black: My Year in a Women's Prison (2010), qui raconte son séjour à la prison de Danbury ; la série télévisée Netflix Orange Is the New Black est basée sur le livre de Kerman.                                                                      |
| Teresa Giudice (en)              | 65703-050               | A purgé une peine de 15 mois ; libérée le 23 décembre 2015, après avoir purgé 12 mois. | Star de l'émission télévisée Bravo Real Housewives of New Jersey ; elle et son mari, Joe Giudice, ont plaidé coupables en 2014 de fraude en matière de faillite et de fraude postale pour avoir menti aux banques et caché des actifs afin d'éviter de payer des impôts sur 1 million de dollars ; Joe Giudice a été condamné à 41 mois,. |
| Alexandre Salvagno               | 11212-052               | purgeait une peine de 17 ans ; libéré par compassion le 23 avril 2020.                 | Ancien propriétaire d' Evergreen Resources, un fabricant d'engrais ; reconnu coupable en 1999 pour avoir ordonné à des employés de manipuler et d'éliminer des déchets de cyanure sans les mesures de sécurité requises ; a reçu la peine la plus longue jamais prononcée pour un crime environnemental.                                  |
| Robert Lowell                    |                         |                                                                                        | Lauréat du prix Pulitzer de poésie en 1947, était objecteur de conscience pendant la Seconde Guerre mondiale. |
| Sœur Ardeth Platte (en)          | 10857-039               | Emprisonnée jusqu'au 22 décembre 2005; incarcérée durant 29 mois                       | religieuse dominicaine et militante anti-guerre ; reconnu coupable d'avoir pénétré par effraction et dégradé un silo de missiles Colorado LGM-30 Minuteman. |
| Sœur Ping (en) (Cheng Chui Ping) | 05117-055               | Transféré dans un établissement au Texas, décédée en 2014                              | A dirigé une opération de trafic d'êtres humains depuis New York et Hong Kong de 1984 à 2000, date à laquelle elle a été arrêtée à Hong Kong et extradée vers les États-Unis. |
| Bob Jones (en)                   |                         | Sorti en janvier 1970.                                                                 | Grand Dragon des Chevaliers de Caroline du Nord du Ku Klux Klan ; condamné à un an de prison pour outrage au Congrès (refus de répondre aux questions ou de fournir des dossiers au comité des activités anti-américaines de la Chambre dans le cadre de son enquête sur les activités du Klan).                                          |
| Bague Lardner Jr.                |                         | Incarcéré durant 9 mois                                                                | Un scénariste primé condamné à un an de prison en 1950 pour outrage au Congrès après avoir comparu devant le comité des activités anti-américaines de la Chambre des représentants en 1947 et refusé de répondre à des questions sur d'éventuelles affiliations communistes.                                                              |
| James Peck (en)                  |                         | Libéré en 1945 après avoir purgé 3 ans                                                 | Activiste et objecteur de conscience qui a servi trois ans à Danbury dans les années 1940 après avoir refusé de servir pendant la Seconde Guerre mondiale. Pendant son séjour à Danbury, Peck a contribué au déclenchement d'une grève du travail qui a conduit à la déségrégation du réfectoire de la prison.                            |
| Michael Mancuso (en)             | 04640-748               | Condamné à 15 ans en 2008, libéré en 2019 après avoir purgé 153 mois (12 ans 9 mois).  | Chef de la mafia de New York, reconnu coupable d'avoir orchestré le meurtre d'un membre de la mafia rivale. |
| Ghislaine Maxwell                |                         | Arrivée dans l'établissement en 2022 pour y purger 20 ans de sa condamnation.          | |
| Martha Stewart                   |                         | Incarcérée dans l'établissement durant 5 mois en 2004                                  | |

## La prison dans l'art et la culture
La prison fictive de Litchfield, située dans le nord de l'État de New York dans la série télévisée originale Netflix Orange Is the New Black, est basée en partie sur la prison de Danbury, où Piper Kerman, auteure des mémoires qui ont inspiré la série, est incarcérée entre 2004 et 2005 après son arrestation et sa condamnation pour blanchiment d'argent et trafic de drogue,.
Dans le film Blow sorti en 2001 avec Johnny Depp, George Jung a purgé une peine à la prison de Danbury. Son incarcération est décrite.
Dans la série télévisée Weeds, le personnage de Nancy Botwin purge une peine à la prison de Danbury.
Le personnage de Suits : Avocats sur mesure, Mike Ross, commence la saison 6 de la série dans l'établissement,,.
Dans la série Blacklist, le personnage de Gina Zanetakos a été incarcéré à la prison de Danbury avant de s'en évader.
Dans le film Le Président et Miss Wade, sorti en 1995, l'assistant présidentiel Lewis Rothschild (interprété par Michael J. Fox ) dit : « Dites ce que vous voulez. C'est toujours le gars qui fait mon travail qui finit par purger 18 mois dans la prison à sécurité minimale de Danbury. ».
Dans la série White House Plumbers (en) sortie en 2023, le personnage de G. Gordon Liddy promet qu'il purgera une peine à la prison de Danbury pour son rôle dans les cambriolages du Watergate.